# إلكسندر رازبوروف
إلكسندر رازبوروف (بالروسية: Разборов, Александр Александрович)‏‏ (16 فبراير 1963 في بيلوفو - ) رياضياتي، وعالم حاسوب من روسيا.

## الجوائز
- جائزة جودل
- Gödel Lecturer  [لغات أخرى]‏
- David P. Robbins Prize [الإنجليزية]‏
- جائزة نيفانلينا
- O'Reilly Open Source Award [الإنجليزية]‏